# Al-Shajara (nahija)
Nahija Al-Shajara (ar. ناحية الشجرة) je nahija u okrugu Daraa, u sirijskoj pokrajini Daraa. Po popisu iz 2004. (prije rata), nahija je imala 34.206 stanovnika. Administrativno sjedište je u naselju Al-Shajara.